# Liangxi, Guangdong
Liangxi (kinesiska: 良西) är en köping i sydöstra Kina. Den ligger i Enping i staden Jiangmen i provinsen Guangdong, omkring 130 kilometer sydväst om provinshuvudstaden Guangzhou. Antalet invånare är 20 091. Befolkningen består av 9 571 kvinnor och 10 520 män. Barn under 15 år utgör 18,0 %, vuxna 15-64 år 70 %, och äldre över 65 år 11,0 %.